# Люй Цзушань
Люй Цзуша́нь (кит. трад. 呂祖善, упр. 吕祖善, пиньинь Lǚ Zǔshàn, род. 26 ноября 1946), губернатор провинции Чжэцзян (2003-2011), член ЦК КПК (2007-2012, кандидат с 2002 года).
Член КПК с марта 1966 года, член ЦК КПК 17 созыва (кандидат 16 созыва).

## Биография
По национальности хань.
Окончил Нанкинский авиационный институт, где учился в 1963—1968 годах. Также окончил без отрыва от производства последипломную программу в ЦПШ при ЦК КПК. Старший инженер.
Трудовую деятельность начал с сентября 1968 года.
Возглавлял группу качества продукции в Чжэцзянской автомобильной корпорации, работал инженером секции бизнес-управления, затем заместителем, директором провинциального отдела машиностроения, являлся ответсекретарём провинциального парткома (1993—1998), членом посткома провинциального парткома (1995—2002), первым вице-губернатором.
С 1998 года вице-губернатор, с января 2003 года по 30 августа 2011 года губернатор провинции Чжэцзян (Восточный Китай), замглавы парткома провинции в 2002-2011 годах.
С августа 2011 года зампред Финансово-экономической комиссии ВСНП, в наст. время (2013) - первый по перечислению.